# Крутое (Ливенский район)
Круто́е — село в Ливенском районе Орловской области России России. Административный центр Крутовского сельского поселения

## География
Расположено в западной части Ливенского района, в юго-восточной части Орловской области, в центре Средне-русской возвышенности и является частью обширной площади поднятия в пределах Русской равнины. 
Северную часть села Крутое пересекает автотрасса Р119 Ливны — Орёл. 
Через село протекает река Труды. 
Расстояние до города Ливны по трассе составляет 11 км, а по прямой — 8 км. В селе 13 улиц.

## Население
| 2002 | 2010  |
| ---- | ----- |
| 1510 | ↘1343 |

## Этимология
В писцовых книгах 1647 года село Крутое упоминается как слобода образованная семьями черкасских войсковых казаков имеющая 39 дворов:222. 

## Инфраструктура
- КСКОУ ОО «Крутовская специальная (коррекционная) общеобразовательная школа-интернат»
- ФАП Крутовской медпункт
- Отделение Почты России
- Магазин

## Известные люди
- Петрашов, Валентин Захарович — Герой Советского Союза.